# Epidromia pyraliformis
Epidromia pyraliformis är en fjärilsart som beskrevs av Walker 1858. Epidromia pyraliformis ingår i släktet Epidromia och familjen nattflyn. Inga underarter finns listade i Catalogue of Life.